# والتر گرلاخ
والتر گرلاخ (به آلمانی: Walter Gerlach) (زادهٔ ۱ اوت ۱۸۸۹ – درگذشتهٔ ۱۰ اوت ۱۹۷۹) یک فیزیک‌دان اهل آلمان بود.